# Valentino (canción de Cadillac)
Valentino es una canción escrita por José María Guzmán y grabada por la banda española Cadillac. Es conocida por haber sido la canción que representó a España en el Festival de la Canción de Eurovisión 1986 celebrado en Bergen, Noruega.
En la noche de la final, la canción se presentó en la novena posición, siguiendo a la representante de Turquía Klips ve Onlar cantando Halley y precediendo a la suiza Daniela Simmons con Pas pour moi. Al cierre de la votación había recibido 51 puntos, colocándose décimo puesto de 20 participantes.
Patricia Kraus sucedió como candidata española en el concurso de 1987 con No estás solo.